# Antrozous pallidus
Antrozous pallidus је врста слепог миша из породице вечерњака (лат. Vespertilionidae).

## Распрострањење
Ареал врсте је ограничен на мањи број држава, углавном на западу Северне Америке. 
Врста је присутна у следећим државама: Канада, Мексико, Куба и Сједињене Америчке Државе.

## Станиште
Станишта врсте су планине и травна вегетација у сувим и каменитим подручјима, обично у близини воде.

## Угроженост
Ова врста је наведена као последња брига, јер има широко распрострањење и честа је врста.